# هنري موراي
هنري ألكساندر موراي (بالإنجليزية: Henry Murray)‏ (13 مايو، 1893 –23 يونيو، 1988)، عالم نفس أمريكي بجامعة هارفارد. كان مديراً لقيم الصحة النفسية بمدرسة العلوم والفنون منذ عام 1930م. طور موراي نظرية الشخصية وأسماها علم الأشخاص، بناءً علي «الحاجة» و«الضغط».ك ان موراي أيضا أحد المطورين المشاركين مع كريستيانا مورغان، في (اختبار تفهم الموضوع)، والذي أشار إليه بأنه «ثاني أفضل منتج نشرته هارفارد علي الإطلاق، حيث يسبقه فقط دليل هارفارد للموسيقى». كان موراي أيضاً له تأثير جدير بالملاحظة في الثقافة الشعبية نظراً لصلته بالإرهابي تيد كازينسكي، والذي عرضه موراي لمجموعة من التجارب غير الأخلاقية والنفسية الضارة من عام 1959م إلي 1962م.

## النشأة وتعليمه
ولد هنري موراي في عائلة ثرية في نيويورك في عام 1893م. كان لديه شقيقة أكبر وشقيقه أصغر. يلاحظ كارفر وشيير أنه «كانت له علاقة جيدة مع والده ولكن كانت علاقته سيئة مع والدته»، مما أدى إلى شعور عميق بالاكتئاب. وافترضا أن هذه العلاقة المدمرة أدت إلى أن يكون على وعي خاص باحتياجات الناس وأهميتها كمحددات أساسية للسلوك.
في هارفارد، نجح في التاريخ بأداء ضعيف، لكنه عوض ذلك الأداء بمهارته في كرة القدم الأمريكية، والتجديف، والملاكمة. في جامعة كولومبيا كان أفضل بكثير في الطب، وأكمل درجة الدكتوراه، وحصل أيضاً على درجة الماجستير في البيولوجيا، في عام 1919م. على مدى العامين المقبلين كان مدرباً في علم وظائف الأعضاء في جامعة هارفارد.
حصل على الدكتوراه في الكيمياء الحيوية من جامعة كامبريدج في عام 1928م، وعمره 35 عاماً.
في عام 1916م، تزوج موراي، البالغ من العمر 23 عاماً، وبعد سبع سنوات من الزواج، وفي عام 1923، التقى وسقط في الحب مع كريستيانا مورغان. واجه صراعاً خطيراً لأنه لم يكن يريد مغادرة زوجته جوزفين. وكانت هذه نقطة تحول في حياة موراي لأنها رفعت إدراكه بتضارب الاحتياجات والضغوط. ويلاحظ كارفر وشيير أن مورغان، والتي كانت "مفتونة بكارل يونغ في علم النفس"، هي التي حثته على مقابلة كارل يونغ في سويسرا. كانت تجربة جلب مشكلة إلى طبيب نفسي وتلقي الجواب الذي يؤتي ثماره كانت لها تأثير كبير على موراي، مما أدى به إلى النظر بجدية في علم النفس كمهنة".

## حياته المهنية
خلال فترة عمله في جامعة هارفارد، درس موراي محاضرات كتبها ألفريد نورث وايتهيد، والتي ميزت فلسفته العملية وفكره الفلسفي والميتافيزيقي طوال حياته المهنية.
تعاون موراي مع ستانلي كوب، أستاذ لعلم الأعصاب في كلية الطب، لتقديم التحليل النفسي في منهج هارفارد ولكن إبقاء أولئك الذين علموه بعيدا عن جهات صنع القرار في فيينا. كان هو وكوب يهيئان مرحلة تأسيس جمعية بوسطن للتحليل النفسي منذ عام 1931، ولكن كلاً منهما استبعد من العضوية لأسباب سياسية.
في عام 1935، وضع موراي ومورغان مفهوم «وعي الذات الإستنباطي» والافتراض بأن تفكير كل إنسان يتم تشكيله من خلال عمليات ذاتية، وهو الأساس المنطقي وراء اختبار تفهم المواضيع. استخدموا مصطلح «وعي الذات الإستنباطي» للإشارة إلى عملية إسقاط صور خيالية على حافز موضوعي.
في عام 1937، أصبح موراي مدير عيادة هارفارد النفسية. في عام 1938 نشر كتاب  الاستكشافات في الشخصية ، وهو مصدر كلاسيكي لعلم النفس، والذي يتضمن وصفا لاختبار وعي الذات الإستنباطي.
في عام 1938 عمل موراي كمستشار للحكومة البريطانية، وإنشأ مجلس اختيار الموظفين. وقد مكنه عمله في عيادة هارفارد النفسية من تطبيق نظرياته في تصميم عمليات الاختيار باستخدام «اختبار الحالة»، وهو تقييم يستند إلى المهام والأنشطة العملية، وتحليل «معايير محددة» (على سبيل المثال «القيادة») من قبل عدد من الأنظمة التقيمية لمجموعة من الأنشطة. وتم تجميع النتائج لتحقيق تقييم شامل.

### الحرب العالمية الثانية، مكتب الخدمات الاستراتيجية، 1939-1945
خلال الحرب العالمية الثانية، غادر جامعة هارفارد وعمل مقدماً في مكتب الخدمات الاستراتيجية. قال جيمس ميلر، المسؤول عن اختيار عملاء سريين في مكتب الخدمات الاستراتيجية خلال الحرب العالمية الثانية، أن اختبار الحالة استخدمه مجلس اختيار موظفي الحرب البريطانية ومكتب الخدمات الاستراتيجية لتقييم العوامل المحتملة للجنود في الحرب.
في عام 1943 ساعد موراي على استكمال  تحليل شخصية أدولف هتلر ، بتكليف من رئيس مكتب الخدمات الاستراتيجية، ويليام جوزيف دونوفان. وقد تم إعداد التقرير بالتعاون مع عالم النفس والتر لانجر، والدكتور إرنست كريس، مؤسس المدرسة الجديدة للبحوث الاجتماعية والدكتور برترام ليوين، مدير معهد نيويورك للتحليل النفسي. حيث استخدم التقرير العديد من المصادر للتعرف ووصف شخصية هتلر، بما في ذلك المخبرين مثل إرنست هانفستاينجل، وهرمان راشينج، والأميرة ستيفاني فون هوهنلوه، وجريجور ستراسر، وفريدليند واغنر، وكيرت لوديك. هذه الدراسة الرائدة كانت بداية علم النفس السياسي. بالإضافة إلى التنبؤ بأن هتلر سيختار الانتحار إذا كانت الهزيمة لألمانيا هي الأقرب، ذكر تقرير موراي أن هتلر كان عاجزاً جنسياً وربما تكون له ميول مثلية. وجاء في التقرير: «إن الاعتقاد بأن هتلر مثلي الجنس ربما تم استنتاجه من (أ) حقيقة أنه يظهر الكثير من الخصائص الأنوثة، و (ب) حقيقة أن هناك الكثير من المثليين في حزب العمال الألماني الاشتراكي الوطني خلال بداياته، ولا يزال العديد منهم يشغلون مناصب هامة، وربما كان صحيحاً أن هتلر كان يدعو ألبرت فورستر بـ» بوبي«، وهو لقب شائع يستخدمه المثليون في معاملة شركائهم».

### تجارب هارفارد البشرية، 1959-1962
في عام 1947، عاد موراي إلى جامعة هارفارد كباحث رئيسي، حيث قام بإلقاء المحاضرات وأنشأ مع الآخرين عيادة ملحقة للنفسية.
من أواخر 1959 إلى أوائل 1962، كان موراي مسؤولاً عن التجارب التي أصبحت فيما بعد تعتبر غير أخلاقية، حيث استخدم 22 طالباً من جامعة هارفارد كمواضيع بحثية. وكان من بين أهداف التجارب، قياس ردود فعل الأفراد عند التعرض لضغوط شديدة. تم تعريض المجموعة المختارة -دون عمد- من الطلاب الجامعيين إلي ما أسماه موراي بـ«الهجمات الجسيمة، الكاسحة والمسيئة شخصياً ونفسياً». تم استخدام اعتداءات مصممة خصيصاً على أفكارهم ومعتقداتهم وعاداتهم العزيزة لتسبب مستويات عالية من الضغوط والإعياء. ثم جعل هؤلاء الاشخاص يشاهدون لقطات لردود أفعالهم على هذا الإساءة اللفظية مراراً وتكراراً.
وكان من بينهم تيد كازينسكي، ذو السبعة عشر عاماً، عالم الرياضيات الذي أصبح فيما بعد إرهابي يستهدف الأكاديميين والتكنولوجيين لمدة 18 عاماً.
في عام 1960، بدأت تيموثي ليري بحوث علي المخدرات في جامعة هارفارد، والتي يقال أن موراي قد أشرف عليها.
وقد أشارت بعض المصادر إلى أن تجارب موراي كانت جزءاً من أبحاث الحكومة الأمريكية في السيطرة على العقل المعروفة باسم مشروع إم كي ألترا.

## تقاعده ووفاته
في عام 1962، أصبح موراي أستاذاً فخرياً، وحصل على جائزة المساهمة العلمية المتميزة من جمعية علم النفس الأمريكية وجائزة الميدالية الذهبية لإنجاز مدى الحياة من الجمعية الأمريكية للأطباء النفسيين.
توفي موراي نتيجة الالتهاب الرئوي في سن الـ95.
كان موراي ذو سلطة رائدة في أعمال الكاتب الأمريكي هيرمان ملفيل وجمع مجموعة من الكتب والمخطوطات والتحف المتعلقة بميلفيل وتبرع بها إلى بركشير أثنوم في بيتسفيلد (ماساتشوستس).

## علم الشخصية
نظرية موراي للشخصية، التي تسمى أيضاً «علم الشخصية»، موضحة في كتابه «الاستكشافات الشخصية»، والذي كتب في عام 1938. ويعتبر نظام موراي للاحتياجات هو جزء مهم من النظام الشخصي. كان علم الشخصية هو النهج الشامل الذي درس الشخص على العديد من مستويات التعقيد في نفس الوقت من قبل فريق متعدد التخصصات من المحققين.
إن نظرية موراي للشخصية متجذرة في التحليل النفسي، وتعتبر الهدف الرئيسي لرجال الأعمال عن طريق إعادة عرض تجارب الحياة السابقة للفرد من أجل شرح سلوكهم الحالي. لدراسة شخصية، استخدم موراي الارتباط الحر وتحليل الأحلام لجلب المواد اللاواعية للضوء. وقد استجوب بعض علماء النفس نظريات شخصية موراي، وأضاف عليها آخرون.

## روابط خارجية
- هنري موراي على موقع الموسوعة البريطانية (الإنجليزية)